# Байёль-Нор-Эст

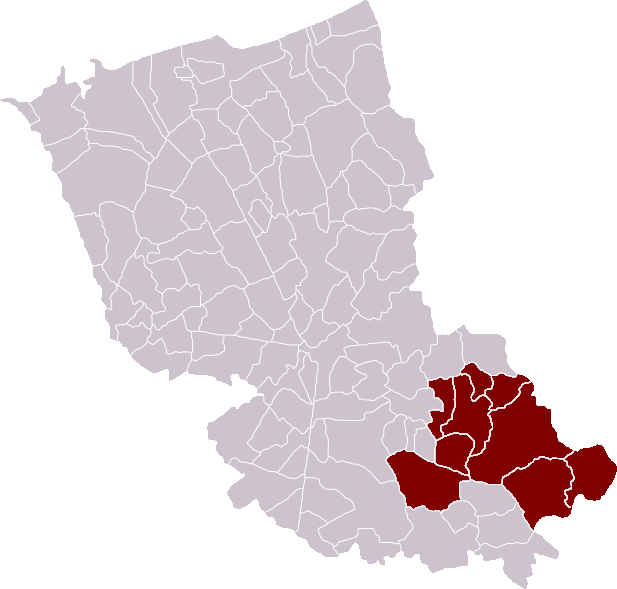
Кантоны Байёль-Нор-Эст и Байёль-Сюд-Вест в составе округа

Байё́ль-Нор-Эст (фр. Bailleul-Nord-Est) — упразднённый кантон во Франции, регион Нор — Па-де-Кале, департамент Нор. Входил в состав округа Дюнкерк.
В состав кантона входили коммуны (население по данным Национального института статистики за 2011 г.):
- Байёль (4 937 чел.) (частично)
- Ньепп (7 500 чел.)
- Сен-Жан-Каппель (1 707 чел.)
- Стенверк (3 481 чел.)

17 февраля 2014 года декретом правительства Франции в рамках административной реформы кантон Байёль-Нор-Эст был упразднён, а входившие в него коммуны были включены в состав новообразованного кантона Байёль.

## Экономика
Структура занятости населения (без учёта города Байёль):
- сельское хозяйство — 4,4 %
- промышленность — 25,8 %
- строительство — 8,8 %
- торговля, транспорт и сфера услуг — 34,8 %
- государственные и муниципальные службы — 26,3 %

Уровень безработицы (2010) — 9,9 % (Франция в целом — 12,1 %, департамент Нор — 15,5 %). 

Среднегодовой доход на 1 человека, евро (2010) — 24 397 (Франция в целом — 23 780, департамент Нор — 21 164).

## Политика
На президентских выборах 2012 г. жители кантона отдали в 1-м туре Николя Саркози 28,2 % голосов против 25,3 % у Франсуа Олланда и 21,9 % у Марин Ле Пен, во 2-м туре в кантоне победил Саркози, получивший 52,6 % голосов (2007 г. 1 тур: Саркози — 29,0 %, Сеголен Руаяль — 23,2 %; 2 тур: Саркози — 51,8 %). На выборах в Национальное собрание в 2012 г. по 15-му избирательному округу департамента Нор они поддержали кандидата социалистов Жана-Пьера Аллосери, набравшего 36,9 % голосов в 1-м туре и 52,7 % — во 2-м туре. (2007 г. Франсуаза Осталье (Радикальная партия): 1-й тур — 37,8 %, 2-й тур — 54,7 %). На региональных выборах 2010 года в 1-м туре список социалистов победил, собрав 28,3 % голосов против 23,6 % у занявшего 2-е место списка «правых» во главе с СНД. Во 2-м туре единый «левый список» с участием социалистов, коммунистов и «зелёных» во главе с Президентом регионального совета Нор-Па-де-Кале Даниэлем Першероном получил 46,5 % голосов, «правый» список во главе с сенатором Валери Летар занял второе место с 32,0 %, а Национальный фронт Марин Ле Пен с 21,5 % финишировал третьим.
|  | Кандидат          | Партия                    | % голосов |
|  | ----------------- | ------------------------- | --------- |
|  | Мишель Вандеворд  | Социалистическая партия   | 56,95     |
|  | Франсуаза Осталье | Союз за народное движение | 43,05     |

|  | Кандидат         | Партия                         | % голосов |
|  | ---------------- | ------------------------------ | --------- |
|  | Мишель Вандеворд | Социалистическая партия        | 59,27     |
|  | Доминик Аллинк   | Союз за французскую демократию | 40,73     |